# Sun Village, Kalifornien
Sun Village är en ort (CDP) i Los Angeles County, i delstaten Kalifornien, USA. Enligt United States Census Bureau har orten en folkmängd på 11 565 invånare (2010) och en landarea på 27,7 km².